# امشب عاشقم باش
امشب عاشقم باش (به انگلیسی: Love Me Tonight) فیلمی ۱۰۴ دقیقه‌ای به کارگردانی روبن مامولیان با بازی موریس شوالیر است.